# Vaal de Grace Golf Estate
De Vaal de Grace Golf Estate is een golfclub in Zuid-Afrika. De club werd opgericht in 2008 en beschikt over een 18-holes golfbaan met een par van 72. Het clubhuis bevindt zich in Parys, Vrijstaat.
De Zimbabwaanse golfer en golfbaanarchitect Nick Price ontwierp de golfbaan, waarvan 14 holes in de provincie Noordwest ligt en de overige vier holes in de provincie Vrijstaat. Het was tevens de eerste golfbaan die Price ontwierp in zijn loopbaan als architect.

## Golftoernooien
Voor het golftoernooi voor de heren is de lengte van de baan 6711 meter.
- Vodacom Origins of Golf Tour (2014)